# ふじみ野市内循環バス

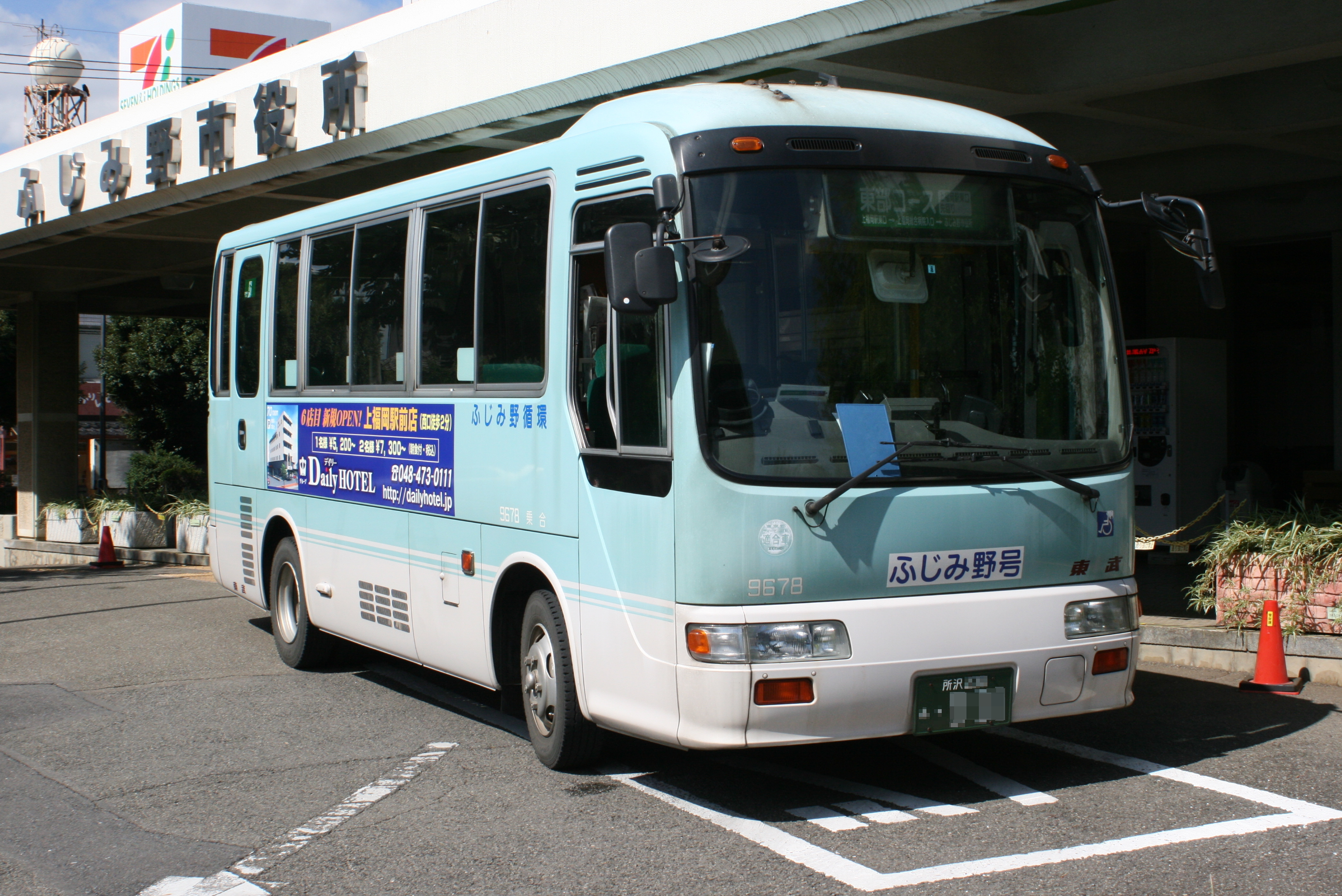
ふじみ野市内循環バスの専用車両
（ふじみ野市役所にて）
日野・リエッセ、東武バス9678号車

ふじみ野市内循環バス（ふじみのしないじゅんかんバス）とは、埼玉県ふじみ野市がかつて運行していたコミュニティバス。前身は旧大井町で運行されていた「大井町内循環バス」である。運行は東武バスウエスト新座営業所が受託していた。
2002年10月より「大井町内循環バス」として運行開始。2005年10月1日に大井町と上福岡市が合併しふじみ野市が発足したことで、「ふじみ野市内循環バス」となった。合併してしばらくの間は旧大井町地域のみ運行されていた。2010年7月1日に時刻改正を実施した際に運行範囲が市内全域に拡大され、旧上福岡市地域でも運行されるようになった。
2016年3月31日をもって廃止され、翌4月1日より「ふじみ野市内循環ワゴン」の実証実験が開始された。循環ワゴンの運行は山手ケアサービスが受託する。

## 運行内容
毎日運行し、平日・休日共に同じダイヤで運行されていた。年末年始（12月29日 - 1月3日）は運休。

### 運賃
- 大人150円（子供80円）均一制。降車時に運賃を支払う後乗り・後払い式。
- 運賃支払いには、現金、PASMO・Suicaが利用可能。
- 65歳以上の高齢者・各種福祉手帳を持っている等と条件を満たせば、特別乗車証（無料乗車券）を発行することが可能。
- 他路線への乗り継ぎは、1回まで無料で可能。降車時に乗務員に申告して、乗継券を発行してもらう。
- 定期券や回数券の取り扱い制度はなし。

## 廃止時の路線
主な停留所を掲載。

### 東部コース
ふじみ野市役所→上福岡駅東口→福岡小学校前→水天宮前→福岡高校前→上福岡総合病院入口→フクトピア→ふじみ野市役所
- このコースの正順が上福岡駅先回り、逆順が上福岡総合病院入口先回りとなる。
- 上福岡駅先回りが2便、上福岡総合病院入口経由が3便の運行である。

### 西部コース
大井総合支所→西原住宅→大井武蔵野→大井西中学校前→さくら通り→大井総合支所前→大井保健センター入口→上福岡駅西口→ふじみ野市役所
- 大井総合支所行きが1便のみ、ふじみ野市役所行きが2便の運行である。
- このコースのみ循環路線ではない。

### 南部コース
大井総合支所→大井福祉センター→さくら住宅→大井高校前→東入間警察署前→産業文化センター前→東栄住宅前→うれし野まちづくり会館前→大井小学校前→ふじみ野駅西口→大井福祉センター→大井総合支所
- このコースの正順が大井高校前先回り、逆がふじみ野駅西口先回りである。
- 大井高校前先回りが3便、ふじみ野駅西口先回りは2便の運行となっている。
- 大井高校前先回りでは最初の便と最後の便は大井総合福祉センターを経由しない。また、最後の便は大井総合支所に戻るときにも経由しない。

### 中央コース
大井総合支所→大井福祉センター→ふたば自治会入口→消防大井分署前→亀久保小学校前→ふじみ野駅東口→福岡小学校前→フクトピア→ふじみ野市役所
- ふじみ野市役所行き・大井総合支所行き共に3便の運行である。

## 車両
- 専用塗装の日野・リエッセ（ステップリフトバス）2台で運行。車両点検などの場合は東武バスカラーのリエッセが代走していた。